# Pour la vie (bande dessinée)
Pour les articles homonymes, voir Pour la vie.
Pour la vie, est une bande dessinée de Claudio Stassi, scénarisée par Jacky Goupil, sortie en 2011. Elle a été traduite en espagnol sous le titre Para toda la Vida.

## Synopsis
L'histoire — tirée d'un fait divers réel — raconte la vie d'un couple de vieillards, Édith et Fernand, de la région de Saint-Rambert-en-Bugey ayant décidé de conjointement mettre fin à leurs jours. Ils sont retrouvés morts sur les rails tout proches de la maison de retraite dont ils se sont échappés...
Le fait divers à l'origine de la bande dessinée s'est déroulé en juillet 2007 à Saint-Rambert-en-Bugey : un couple sans enfant s’est échappé de la maison de retraite, puis l'homme de 81 ans et la femme de 83 ans se sont jetés sous un train. Il est possible que leur objectif était de s'assurer de ne pas survivre l'un à l'autre.

## Critiques
Plusieurs critiques tout en reconnaissant la dimension empathique de l'album pointent sa difficulté à transmettre des émotions : Jean-Bernard Vanier du site Planète BD indique : « mais ça ne prend pas. Bref, et même si le récit distille une formidable palette de valeurs profondément humaines, on a du mal à être touché. » alors que Benoit Richard dans Benzine, regrette que « les enjeux dramatiques se résument à bien peu de chose ».